# Piromis roberti
Piromis roberti är en ringmaskart som först beskrevs av Hartman 1951.  Piromis roberti ingår i släktet Piromis och familjen Flabelligeridae.
Artens utbredningsområde är Mexikanska golfen. Inga underarter finns listade i Catalogue of Life.